# Dumitrica Albu
Dumitrica Albu (n. 18 octombrie 1942, Brăila - m. 9 martie 2002, Brăila), ecologist. 

## Studii
A absolvit Școala Elementară nr. 3 (1956), Liceul Teoretic nr. 1 (1960), ambele din orașul natal, Institutul Pedagogic - Facultatea de Științele Naturii și Agricole din Galați (1969) și Facultatea de Biologie - Geografie a Universității “Al. I. Cuza” din Iași, licența în biologie (1978). A absolvit cursul Identificarea surselor de finanțare și scrierea de propuneri la Universitatea din Minnesota - S.U.A. (iunie 1993). 

## Activitatea profesională
Profesor de biologie la școli generale din județ (1969-1978) și municipiul Brăila (Șc. nr. 29, 1978- 1990), apoi la Liceul cu program sportiv Brăila (1990-1997). Șef de lucrări la Facultatea de Inginerie Brăila - secția Ingineria sistemelor biotehnice și ecologice (1998-2002). Președintefondator al Fundației Naturaliste “Al. Borza” din Brăila (din 1992). Membră de onoare a Societății Ornitologice și de Protecția Păsărilor (1994) și a Societății Agrosanogeneza (1994). Membră a Societății de Biologie (1994) și a Societății Ornitologice Române (1994). Director fondator și redactor șef al revistelor: Ecoapel (1993-1996, serie nouă 1999), Dunărea noastră - mediul nostru de viață (1995) și Speranță pentru Dunăre (1996). Domenii ale cercetării științifice: ecologia generală, sisteme biotehnice naturale, biologie cu o aplicare specială pentru studierea sub aspect ecologic și protecția zonelor Lacu Sărat și Insula Mică a Brăilei. A participat la întruniri științifice ecologice naționale și internaționale (Viena 1994, Bologna - Italia 1997) și a organizat patru simpozioane naționale legate de protecția mediului. A contribuit la declararea Insulei Mici a Brăilei ca rezervație naturală, fiind membră în Consiliul de Administrație și Consiliul Științific al acestei rezervații. A publicat cărțile: Rezervații naturale, zone protejate și monumente ale naturii din ținuturile Brăilei (1993); O singură Dunăre (1999). Activitate publicistică pe probleme ecologice în periodice locale și din țară. Menționată în trei dicționare ale Institutului Biografic, Cambridge - Marea Britanie (aprilie și mai 2000).